# Albert Bertelsen
Pour les articles homonymes, voir Bertelsen.
Albert Bertelsen (né le 17 novembre 1921 à Vejle et mort le 10 décembre 2019 dans la même ville) est un peintre, dessinateur et lithographe danois.

## Biographie
Albert Bertelsen est né en Vejle et a travaillé 25 ans en Vejle Skiltefabrik. Peu à peu, il commence à peindre. Les peintures de Bertelsen sont normalement de couleur verte. Les natures des îles Féroé et de la Norvège sont ses motifs préférés. Toutes les personnes que l'on voit dans les peintures d'Albert Bertelsen sont des personnes de sa propre enfance. L'œuvre d'Albert Bertelsen est inspirée des artistes danois du mouvement CoBrA, notamment Henry Heerup. Il a illustré beaucoup de livres, par exemple les contes de fées de Hans Christian Andersen.
Il meurt le 11 décembre 2019.